# Dağyeniköy, Turgutlu
Dağyeniköy là một xã thuộc huyện Turgutlu, tỉnh Manisa, Thổ Nhĩ Kỳ. Dân số thời điểm năm 2011 là 192 người.